# Galería Nacional de Zimbabue
La Galería Nacional de Zimbabue (del inglés: National Gallery of Zimbabwe - NGZ) es una galería en Harare, Zimbabue, dedicada a la presentación y conservación de arte contemporáneo de Zimbabue y patrimonio visual. La original "Galería Nacional de Rhodesia", fue diseñada y dirigida por Frank McEwen, un ciudadano británico famoso por haber dado a conocer la escultura Shona en los circuitos del arte. La Galería fue inaugurada oficialmente por la Reina Madre Isabel el 16 de julio de 1957 y la reina Isabel II del Reino Unido asistió a la sexta Exposición del Patrimonio de Zimbabue celebrada allí en octubre de 1991.
McEwen fue el conservador de la Galería desde 1957 hasta su renuncia en 1973. El siguiente comisario fue Roy Guthrie, quien fundó el Parque de Esculturas Chapungu en 1970. En 2007, la galería celebró su quincuagésimo aniversario: desde 2011 su Director Ejecutivo es Doreen Sibanda, con el conservador Raphael Chikukwa. El conocido escultor de Zimbabue  Dominic Benhura es miembro de la Junta de Síndicos.
La Galería Nacional en Bulawayo es una rama de la NGZ en la segunda ciudad de Zimbabue, Bulawayo. Se encontraba desde hace algunos años instalada en el edificio del antiguo mercado detrás del Ayuntamiento, pero desde 1993 ha ocupado la Casa Douslin en la calle principal, un elegante edificio de dos plantas de 1901. En la Junta Directiva de la Galería Nacional de Bulawayo están incluidos Stephen Williams, Yvonne Vera y Addelis Sibutha.
La Galería Nacional de Zimbabue en Mutare fue inaugurada en 1999 en la Casa Kopje (Kopje House). El edificio en sí data de 1897 y fue el primer hospital de Mutare. Fue designado como Casa de la Cultura bajo los Museos y Monumentos Nacionales antes de convertirse en la galería.